# Erysimum nabievii
Erysimum nabievii är en korsblommig växtart som beskrevs av Adylov. Erysimum nabievii ingår i släktet kårlar, och familjen korsblommiga växter. Inga underarter finns listade i Catalogue of Life.